# Rattus andamanensis
Rattus andamanensis е вид гризач от семейство Мишкови (Muridae). Видът не е застрашен от изчезване.

## Разпространение и местообитание
Разпространен е в Бутан, Виетнам, Индия (Андамански острови, Аруначал Прадеш, Асам, Западна Бенгалия, Манипур, Мегхалая, Нагаланд, Никобарски острови и Сиким), Камбоджа, Китай (Гуейджоу, Тибет и Хайнан), Лаос, Мианмар, Непал, Тайланд и Хонконг.
Обитава гористи местности, храсталаци, крайбрежия и плажове.

## Описание
На дължина достигат до 19 cm.
Популацията на вида е стабилна.